# ポンティアナック事件
ポンティアナック事件（ポンティアナックじけん、インドネシア語: Tragedi Pontianak）は、第二次世界大戦中の1943年（昭和18年）10月23日から翌1944年8月にかけて、インドネシア西カリマンタンのポンティアナックで発生した、日本海軍の民政部および海軍特別警察隊による住民への弾圧事件である。文献によってはポンチャナック事件もしくはポンテアナ事件と表記される。

## 概要
太平洋戦争の緒戦において、日本軍は1942年初頭にボルネオ島を含むオランダ領東インドを占領した。
占領した各地域は陸海軍の間の協定でジャワは陸軍が、ボルネオは海軍がというように占領地域を割り当てられ、それぞれ民政部をおいて支配を行った。
ボルネオ島は1942年の7月まで陸軍が統治し、その主導のもと「日新会」という日本支持団体が組織された。
42年の7月以降、西ボルネオ周辺地域は海軍の民政部が統治し、海軍特別警察隊が治安維持に当たっていた。
1943年秋ごろ、南ボルネオのバンジャルマシンにて海軍特別警察隊が元オランダ領東インド政府のボルネオ州知事J・B・ハガら26名のオランダ人を反日陰謀を企てた容疑で逮捕・銃殺するというできごとがあった。
このときの取り調べにより、ポンティアナックにも関係者がいるとの情報があり、1943年の10月と1944年の1月、8月の三回に渡って一斉検挙が行われ、多数のインドネシア人知識人、伝統的な有力者（ラジャ）、華僑が逮捕された。
特に「日新会」は共産主義者による偽装親日団体というタレコミがあり、弾圧の対象となった。
逮捕者は自分が共産主義者でかつ連合国と共謀しての日本軍関係者の毒殺や武装蜂起などの陰謀を“自白”した。
1943年の検挙ではインドネシア人による人民共和国の独立の謀議が、1944年の検挙では華僑による独立国の謀議がそれぞれ“発覚”した。
1944年6月28日の日本軍の軍事法廷により47名の死刑が確定し、即日処刑がなされたことが7月1日に現地民政部より発表されたがそれ以外にも少なからずの現地人が正式な裁判無しに処刑されたという。
裁判無しに処刑された者を合わせた犠牲者数については2千名から4千名と資料によってばらつきがあるが、当時海軍民政部で通訳として事件の取り調べを行った井関恒夫は1486名という記録を残している。
戦後、オランダ軍による軍事裁判により、現地の海軍民政部および海軍特別警察隊の関係者13名がBC級戦犯として処刑された。
通訳として事件に関わったとしてオランダ軍により逮捕・取り調べを受けた井関恒夫によると、収監された関係者は収監者同士で殴り合いをさせられる、飯盒で便所のくみ取り作業を行った後にその飯盒で食事を受け取らされるなどの虐待を受けた。

## 海軍特別警察隊による取り調べの実態
戦時中、住友ボルネオ殖産のポンチアナク支社で社員として勤務していた井関恒夫は西ボルネオの海軍特別警察隊に徴用され、通訳として1943年の10月の第一次検挙に関わっている。
井関氏は当時の海軍特別警察隊による取り調べの様子を記録してる。
その後井関が通訳として取り調べの作業を始めると、現地の海軍特警隊には通訳が1〜2名いるのみで現地語を解する者がほとんどおらず、止む無く拷問による自白が行われていたことがわかったという。
井関は戦後、逮捕者のほとんどが冤罪だったのではないかと推測している。
他方、研究者からは事件がここまで大きくなったのは海軍特警隊による密告の奨励であるとの指摘や、インドネシア人と華僑など歴史的に対立関係にあったものがいきなり共謀して反乱を起こすのは不可能であり、現地の海軍特警隊の強迫観念が原因であるとの指摘もなされている。